# Мейли, Кристоф
Кристоф Мейли (англ. Christoph Meili, род. 21 апреля 1968) — охранник швейцарского банка UBS (ранее UBS Warburg), который обнаружил и обнародовал факты о том, что банк уничтожает документацию об активах эпохи Холокоста.
Руководство банка UBS уничтожило большой массив документации, однако Кристоф смог тайно вынести две папки документов банка за 1945—1965 годы и передал документы еврейской общине Цюриха.
Прокурор кантона Цюрих возбудил уголовное дело против Мейли за нарушение банковской тайны, что является официальным правонарушением в Швейцарии. Американский прокурор Эд Фэган связался с Мейли и убедил его эмигрировать в Соединённые Штаты, где он и его семья — при поддержке Фэгана и сенатора Аль Д’Амато — воспользовались упрощенной иммиграционной процедурой и получили политическое убежище. Согласно сообщению американской прессы, Мейли и его семья — единственные швейцарцы, получившие политическое убежище в США.
13 января 1998 года Фэган подал иск против SBG от имени Мейли, требуя 2,56 миллиарда долларов. В 1998 году уголовное расследование кантона Цюрих в отношении Мейли было прекращено за отсутствием состава преступления.
Мейли после переезда в Калифорнию изучал массовые коммуникации в Университете Чепмена. После получения диплома колледжа в мае 2004 года он нашел работу в секторе безопасности. 14 мая 2005 года он получил американское гражданство.
Мейли и его семья вернулись в Швейцарию в 2009 году.
«Дело Мейли» сыграло важную роль в решении швейцарских банков участвовать в процессе возмещения ущерба жертвам нацистского грабежа во время Второй мировой войны. Мировое соглашение швейцарских банков с истцами по делу о еврейских активах на сумму 1,25 миллиарда долларов в швейцарских банках от 13 августа 1998 года включало себя также судебный иск Мейли.

## Награды
- 1997 — Мемориальная премия Яна Звартендейка за гуманитарные ценности и этику от Американского фонда Boys Town Jerusalem.
- 1998 — Гран-при, премия Honest Abe Awards
- 1998 — Гуманитарная премия, Клуб 1939 (совместно с Жозефиной Мейли).
- 1999 — Премия «Гуманитарный деятель года» от Университета Сетон-Холла.
- 1999 — Стипендиальный фонд, Клуб 1939.
- 1999 — Премия «Гуманист года», округ Ориндж, Калифорния.